# Cortaderia pungens
Cortaderia pungens är en gräsart som beskrevs av Jason Richard Swallen. Cortaderia pungens ingår i släktet Cortaderia, och familjen gräs. Inga underarter finns listade i Catalogue of Life.